# Formalismusstreit
Mit Formalismusstreit wird eine Phase der Kulturdebatte Anfang der 1950er Jahre in der Deutschen Demokratischen Republik bezeichnet, die, staatlich initiiert, eine klare Abgrenzung der DDR-Kunst vom „westlich-dekadenten Kunstbetrieb“ zum Ziel hatte.

## Gegenstand

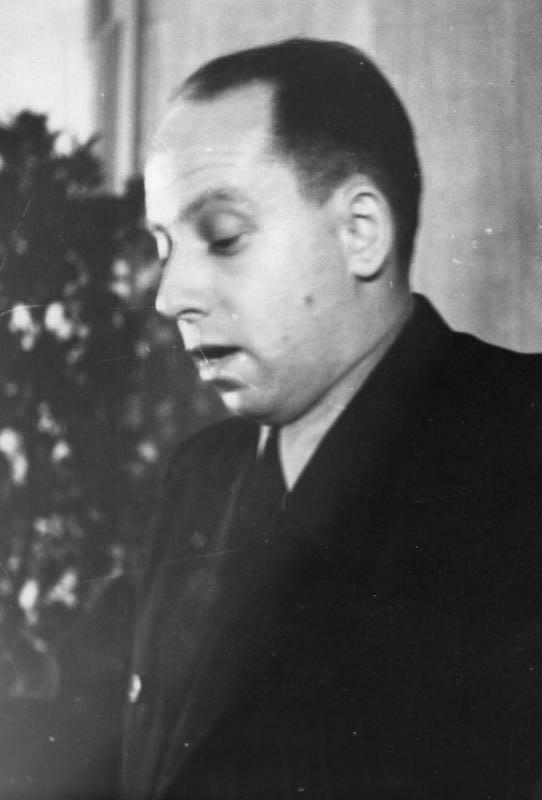
Alexander Dymschitz, 1948

Inhaltlich zielte die Kampagne auf eine Abkehr von der Freiheit der Kunst, wie sie noch auf der ersten Zentralen Kulturtagung der SED vom 7. Mai 1948 gefordert worden war. Als offizieller Auftakt zur Formalismusdebatte gilt inzwischen der Artikel des sowjetischen Kulturoffiziers Alexander Dymschitz vom 19. und 24. November 1949 in der Täglichen Rundschau. In diesem Artikel warf er Pablo Picasso, Marc Chagall, Karl Schmidt-Rottluff und Karl Hofer „Mummenschanz“ und „Wirklichkeitsfälschung“ vor.
Vor dem Hintergrund des beginnenden Kalten Krieges gab ein unter dem Pseudonym N. Orlow in der Täglichen Rundschau vom 21. Januar 1951 veröffentlichter Zeitungsartikel, der unter anderen Wladimir Semjonowitsch Semjonow zugeschrieben wird, den Anstoß: Wege und Irrwege der modernen Kunst. Darin sprach er sich gegen „die antidemokratische Richtung der Modernisten, Formalisten, Subjektivisten und so weiter“ aus, wobei er Charles Crodel (abgebildet das Ölbild „Märchenerzähler“), Horst Strempel und Arno Mohr nannte: „Die realistische Entwicklung wird gestört durch den Einfluß formalistischer Maler, die in der bildenden Kunst der DDR führende Stellungen einnehmen. Dazu gehören Karl Crodel, Dozent an der Kunsthochschule Halle, Horst Strempel, Arno Mohr. H. B. Hangeler, Dozenten an der in der DDR führenden Kunstschule in Weißensee, und andere. Wir veröffentlichen fotografische Wiedergaben von einigen Bildern dieser Maler. Jeder normale Mensch wird derartige Werke ohne Schwanken als gesellschaftsfeindlich und antiästhetisch bezeichnen. Objektiv sind sie auf die Zerstörung der Malerei in der DDR, auf ihre Liquidierung gerichtet.“
„Crodel behauptet ganz offen, die Kunst dürfe keine gesellschaftlichen Ideen ausdrücken, sie gebe ohne Ziel und Sinn das Spiel der Phantasie des Künstlers wieder. In den Werken Crodels wimmelt es von wesenloser Phantastik. Mit der Realität rechnet er überhaupt nicht.“
„Arno Mohr, der künstlerische Begabung besitzt, malt auf Grund seiner formalistischen Neigungen abstoßende Bilder. Er ist der falschen Ansicht, die Aufgabe des Malers bestehe in der subjektiven ‚Umarbeitung‘ der ihn umgebenden Wirklichkeit. Er leugnet die Notwendigkeit der aktiven Teilnahme des Künstlers am gesellschaftlichen Leben.“
Dem war in der UdSSR auf einer Tagung des Zentralkomitees im Januar 1948 eine Formalismusdebatte über sowjetische Musik vorausgegangen. Der Kulturpolitiker Andrei Schdanow formulierte dabei, was unter Formalismus in der Musik zu verstehen sei, nämlich die Abwendung von der Volkstümlichkeit und vom Dienst am Volke sowie die Hinwendung zu „den rein individualistischen Empfindungen einer kleinen Gruppe auserwählter Ästheten“.
Grundlage der Änderung war dann der Beschluss „Kampf gegen Formalismus in Literatur und Kunst für eine fortschrittliche deutsche Kultur“ des 5. Plenums des Zentralkomitees (ZK) der SED vom 17. März 1951 gegen die Freiheit der Kunst. Als Zielrichtung des Beschlusses nannte Otto Grotewohl:

„Literatur und bildende Künste sind der Politik untergeordnet, aber es ist klar, dass sie einen starken Einfluss auf die Politik ausüben. Die Idee der Kunst muss der Marschrichtung des politischen Kampfes folgen.“

Dafür sprach sich auch Walter Ulbricht in seiner Rede vor der Volkskammer der DDR am 31. Oktober aus:

„Wir wollen in unseren Kunstschulen keine abstrakten Bilder mehr sehen. Wir brauchen weder die Bilder von Mondlandschaften noch von faulen Fischen. Die Grau-in-Grau-Malerei, die ein Ausdruck des kapitalistischen Niedergangs ist, steht im schroffsten Widerspruch zum heutigen Leben in der DDR.“

Protestaktionen gegen die Unterdrückung fanden zum Beispiel in Halle an der Burg Giebichenstein, dem heutigen Sitz der Burg Giebichenstein Kunsthochschule Halle statt. Die Folge der politischen Beschlüsse war eine Abwanderung der Künstler und Studenten.
Semjonow wurde 1953 erster Hoher Kommissar der UdSSR in Deutschland. Im Januar 1954 wurde das Ministerium für Kultur der DDR gegründet, Johannes R. Becher wurde zum Minister berufen. Die alten Verwaltungsstrukturen wurden aufgelöst. Die Formalismuskonzeption wurde in den Leitlinien und Debatten verdrängt. Sie verschwand allerdings keineswegs gänzlich aus der Lehrmeinung der SED; noch 1968 definierte Meyers Jugendlexikon den „Formalismus“ wie folgt:

„Im Gegensatz zur schöpferischen Methode des Realismus steht die Methode des Formalismus mit all ihren Richtungen der abstrakten Kunst. Diese Methode ist in der Kunst die Widerspiegelung des Verfalls der bürgerlichen Gesellschaft und ihrer Ideologie in der imperialistischen Phase des Kapitalismus. Die Formalisten verzichten auf ein wahrheitsgetreues, gegenständliches Abbild der Wirklichkeit und zerstören unter dem Vorwand der künstlerischen Freiheit willkürlich die Zusammenhänge und tatsächlichen Erscheinungsformen der Wirklichkeit, vor allem das humanistische Menschenbild.“

Selbst 1978 liest sich das in Meyers Handlexikon noch so:

„Spätbürgerl[iche] subjektivist[ische] Kunstauffassung u[nd] Verfallserscheinung in Literatur u[nd] Kunst, die den Inhalt des Kunstwerks als kunstfremd od[er] überflüssig erklärt; führt zur Zerstörung der Kunst.“